# Colligyrus
Colligyrus is een geslacht van weekdieren uit de klasse van de Gastropoda (slakken).

## Soorten
- Colligyrus convexus Hershler, Frest, Liu & Johannes, 2003
- Colligyrus depressus Hershler, 1999
- Colligyrus greggi (Pilsbry, 1935)